# Troitsk (Krasnoiarsk)
|  | No s'ha de confondre amb Troitsk. |

Troitsk (en rus: Троицк) és un poble del krai de Krasnoiarsk, a Rússia, segons el cens del 2010 tenia 24 habitants. Pertany al districte municipal d'Àban.